# إنغريد غونزاليس
إنغريد غونزاليس (بالإسبانية: Ingrid González)‏ مواليد 13 أبريل 1971 في السلفادور، هي لاعبة كرة مضرب سلفادورية سابقة. أعلى تصنيف لها في الفردي كان 1173. أعلى تصنيف لها في الزوجي كان 945.

## روابط خارجية
- إنغريد غونزاليس على موقع رابطة محترفات التنس (الإنجليزية)
- إنغريد غونزاليس على موقع الاتحاد الدولي لكرة المضرب (الإنجليزية)
- إنغريد غونزاليس على موقع كأس بيلي جين كينغ (الإنجليزية)
- إنغريد غونزاليس على موقع خلاصة التنس.كوم (الإنجليزية)